# Virgilio Rodríguez Macal
Pour les articles homonymes, voir Rodríguez.
 (septembre 2009).
Si vous disposez d'ouvrages ou d'articles de référence ou si vous connaissez des sites web de qualité traitant du thème abordé ici, merci de compléter l'article en donnant les références utiles à sa vérifiabilité et en les liant à la section « Notes et références ».
Virgilio Rodriguez Macal est un journaliste, écrivain et diplomate guatémaltèque né le 28 juin 1919 et décédé le 13 février 1964 à Guatemala.
Il a gagné beaucoup de prix autant nationaux qu’internationaux.  Parmi eux le « Primer Premio en Prosa », et  celui des « Juegos Florales de Quetzaltenango » en 1950. Il est un des romanciers le plus connus de la culture centraméricaine grâce à ses publications de style « criollista. »[réf. nécessaire]
Criollista est un mot né dans les générations suivant la colonisation se référant à la culture des fils d’Espagnols nés au Guatemala. Plusieurs de ses œuvres ont lieu dans la région d’Alta Verapaz et Baja Verapaz.

## Biographie
Virgilio Rodriguez Macal a été actif dans la diplomatie nationale. Il a été consul à Barcelone, en Espagne mais il était avant tout un écrivain.  Il a vécu et étudié aux États-Unis à la fin des années 1920.
Virgilo a vécu plusieurs années à Santiago du Chili où il fut un assidu collaborateur du quotidien « El Mercurio » dans lequel il a publié les contes de son livre Sangre y Colorfila (Sang et chlorophylle).    De Nouveau à Guatemala il fut directeur du « Diario de Centroamérica », le journal officiel du pays, pour lequel il a créé un supplément culturel.

## Œuvres
Son œuvre la plus récompensée est « La mansion del pajaro serpiente » laquelle a été traduite dans plusieurs langues[réf. nécessaire]. Sa personnalité, comme celle des hommes de la génération de première décennie du XXe siècle, était influencée par la longue dictature de Jorge Ubico Castañeda, par la révolution de 1944 et par le Movimiento de Liberacion de 1954.
On peut apprécier dans ses œuvres une très bonne connaissance de la faune et de la nature de la région Verapaz et un réel talent pour les faire vivre dans ses textes, lesquels constituent une grande valeur pour la culture centroaméricaine.
Sa plus grande source d’inspiration est sans aucun doute la jungle du Petén, qu’il a parcourue d’un bout à l’autre pour connaître ses animaux. La preuve en est les titres des chapitres de son livre El Mundo del Misterio Verde (Le Monde du mystère vert) ou encore Perico Ligero (une espèce de perroquet), El Águila arpía(L’aigle harpie), La Nahuyaca (une sorte de vipère), La Danta (Le Tapir), El Jabalí (Le Sanglier), El León (Le Lion) ou El Tigre (Le Tigre).
Parmi ses autres livres notables, il faut citer La mansión del pájaro serpiente, Carazamba, Jinaya, Guayacán et Negrura.

### Guayacán
L’histoire narrée dans ce livre contient de grandes ressemblances avec la vie de l’auteur. Le protagoniste, Valentin Ochaeta rentre à son village natal après plusieurs années d’études à l’étranger avec la valise pleine de rêves et d’espoirs. Mais ses rêves se heurtent à la réalité et  la pauvre condition de sa famille. Le jeune homme se voit alors contraint à se convertir en aventurier de la jungle du Petén où il cherchera par tous moyens à sortir sa famille de sa condition précaire.
Il cherche fortune dans le marché du bois, du caoutchouc, dans l’élevage de lézards, toutes professions qui rendent hommage aux hommes guatémaltèques qui aujourd'hui encore  gagnent leur vie de manière traditionnelle. À travers ce voyage il retrouve ses racines, atteint la maturité et devient ainsi un homme. Ce livre aborde le sujet de la confrontation entre rêve et espoir de jeunesse et la rudesse de la réalité que doit affronter tout homme.    
Le 15 septembre 1953, l’auteur obtient avec ce livre le premier prix du roman du concours centraméricain de Sciences, Lettres et Beaux Arts[réf. nécessaire]. Comme le dit l’auteur dans la première édition : «  C’est comme si nous  faisions un petit monument, moulé en mots, pour  ceux qui travaillent le bois, le  caoutchouc, et avec les lézards,  pour ceux qui arrachent de la gueule de la mort le pain pour leur famille et pour eux-mêmes. »

### El mundo del misterio verde (Le monde du mystère vert)
Cette œuvre contient les histoires racontées par l’indigène quechi Lish Zenzeyul, dont les yeux sont devenus verts à force de regarder et admirer autant la jungle. 
Lish Zenzeyoul fait un portrait très pittoresque de la faune et de la flore des forêts du Petén, de la haute et de la basse Verapaz, ainsi que de leur géographie. Il connaît les deux mondes, celui du mystère vert, où il y a tant de serpents, de singes, de chouettes, et celui de l’homme blanc, la ville. Pour lui, celui de la jungle est plus franc et plus logique.

### La mansión del pájaro serpiente (La demeure de l’oiseau-serpent)
L’auteur fait profit dans ce texte des récits oraux, de la mythologie maya et de ses expériences d’aventurier infatigable. Dans ces belles histoires, les animaux du tropique centraméricain sont humanisés. Par exemple, l’oiseau-serpent est le nom que le quetzal prend dans l’histoire du fait de sa longue queue bifide et de la couleur de son plumage qui donnent l’impression d’un oiseau trainant deux vipères. Son style le trace dans la lignée du Popol Vuh, et le réaffirme comme un grand conteur.

### Carazamba
Le roman prend lieu dans les années 1940 au Guatemala. Il nous transporte depuis la ville portuaire du Livingston, Izabal jusqu’à la jungle du Petén, où se déroule la plus grande partie de l’action. Il raconte les mésaventures du narrateur et de son domestique Pedro lorsqu’ils connaissent Carazamba et ses secrets. En deçà de l’action et de la romance du livre, l’auteur fait à mots couverts une critique sensée du gouvernement militaire de cette époque.